# Panoftalmitis
La panoftalmitis es una inflamación generalmente de origen infeccioso que afecta a todas las estructuras del ojo. Se produce usualmente en pacientes que tienen deficiencia en su sistema inmunitario por alguna enfermedad crónica como la diabetes o la infección por el virus VIH, o bien como consecuencia de un traumatismo o intervención quirúrgica sobre el ojo que provoca una vía de entrada por la cual penetran los gérmenes en el interior del globo ocular. Puede tener mala evolución y producir como secuela un déficit importante o total de la capacidad visual.

## Panoftalmitis versus endoftalmitis
Ambos términos tienen un significado muy similar y a veces se utilizan indistintamente, en los dos casos existe una inflamación de todas las estructuras del ojo. Sin embargo, en la endoftalmitis la inflamación no se extiende más allá de la capa más superficial de la pared del globo ocular que se llama esclera, mientras que en la panoftalmitis la inflamación sobrepasa la esclera y se extiende a los tejidos vecinos de la órbita que se encuentran ya fuera del ojo.

## Clasificación
La panoftalmitis está causada por un agente infeccioso. Según el origen de este se clasifican en exógenas o endógenas. 
Las exógenas pueden deberse a un traumatismo penetrante o cuerpo extraño en el ojo que provoca la entrada de gérmenes en el mismo, ocasionando una infección grave. A veces es la consecuencia de una intervención quirúrgica, por ejemplo después de una operación de catarata o tras la administración de medicamentos por vía intravítrea para el tratamiento de algunas enfermedades oculares.
Las formas endógenas son la consecuencia de una infección interna situado en otro punto del organismo que a través de la sangre se extiende al ojo. Se da frecuentemente en pacientes debilitados por otras enfermedades crónicas o en aquellas personas que presentan drogodependencia y se autoadministran sustancias por vía intravenosa sin las medidas de prevención adecuadas. En este caso la panoftalmitis puede ser bilateral.